# Aguilar del Alfambra
Aguilar del Alfambra (aragónul Aguilar d'Alfambra) település Spanyolországban, Teruel tartományban. Aguilar del Alfambra Ababuj, Camarillas, Galve, Jorcas, Miravete de la Sierra és Orrios községekkel határos. Lakosainak száma 82 fő (2024).

## Népesség
A település lakosságának változását az alábbi diagram mutatja:
| Lakosok száma | 92   | 79   | 72   | 66   | 73   | 77   | 65   | 63   | 81   | 82   |
|               | 2001 | 2004 | 2007 | 2009 | 2012 | 2014 | 2017 | 2019 | 2022 | 2024 |